# 奇爾庫特-文頓 (加利福尼亞州)
奇爾庫特-文頓（英語：Chilcoot-Vinton）是位於美國加利福尼亞州普盧默斯縣的一個人口普查指定地區。

## 地理
奇爾庫特-文頓的座標為39°48′02″N 120°08′40″W / 39.80056°N 120.14444°W，而該地最高點為海拔高度1518米（即4980英尺）。

## 人口
根據2010年美國人口普查的數據，奇爾庫特-文頓的面積為34.206平方千米，均為陸地。當地共有人口454人，而人口密度為每平方千米13人。